# Озёрный (Зубово-Полянский район)
Озерный — посёлок в Зубово-Полянском районе республики Мордовия. Входит в состав Явасского городского поселения. Основан в 1936 году, как часть Дубравлага.

## География
Расположен на реке Явас при впадении её в реку Вад, в 40 км к северо-западу от посёлка Зубова Поляна.

## История
Основан в начале 1930-х годов рабочими лесхоза.

## Население
| 2002 | 2010  |
| ---- | ----- |
| 2021 | ↘1619 |

Национальный состав
Согласно результатам Всероссийской переписи населения 2002 года, в национальной структуре населения русские составляли 82 %.

## Инфраструктура
На территории населённого пункта располагается ФКУ ИК-17 УФСИН России по республике Мордовия.